# Qeshlāq (ort i Lorestan)
Qeshlāq (persiska: قِشلاقِ گَنجِه, قشلاق, Qeshlāq-e Ganjeh) är en ort i Iran.   Den ligger i provinsen Lorestan, i den centrala delen av landet, 290 km sydväst om huvudstaden Teheran. Qeshlāq ligger 1 997 meter över havet och antalet invånare är 102.
Terrängen runt Qeshlāq är huvudsakligen platt, men söderut är den kuperad. Runt Qeshlāq är det ganska glesbefolkat, med 43 invånare per kvadratkilometer. Närmaste större samhälle är Aznā, 18,6 km söder om Qeshlāq. Trakten runt Qeshlāq består i huvudsak av gräsmarker.